# Epichalcoplethis blancoi
Epichalcoplethis blancoi är en skalbaggsart som beskrevs av Soula 2006. Epichalcoplethis blancoi ingår i släktet Epichalcoplethis och familjen Rutelidae. Inga underarter finns listade i Catalogue of Life.